# Nedderfeld Center
Het Nedderfeld Center is een overdekt winkelcentrum in de Duitse stad Hamburg.

## Ligging
Het Nedderfeld Center is gelegen in het stadsdeel Eppendorf. Het rechthoekige gebouw ligt aan de straat Nedderfeld aan de noordzijde, tussen autobedrijven en de bouwmarkt OBI.

## Geschiedenis
Het Nedderfeld Center was vroeger een Metro groothandel op een voormalige stortplaats van oorlogspuin. De groothandel werd omgebouwd tot een winkelcentrum, waarna het in 1989 werd geopend. Na een volledige renovatie van 2003 tot 2005 naar een ontwerp van NPS Tchoban Voss werd het winkelcentrum op 2 maart 2006 heropend.
In 2021 werd er opnieuw gerenoveerd en in oktober 2022 werd het winkelcentrum na de verbouwing van een jaar heropend. Bij de verbouwing hebben de gevels een koperkleurige bekleding gekregen, is het logo vernieuwd en het buitengebied opgeknapt. Het interieur werd gemoderniseerd en lichter gemaakt om het aantrekkelijker te maken voor de consumenten. Met de renovatie was een bedrag van meer dan € 10 miljoen gemoeid.

## Gebruik
Het winkelcentrum heeft een verkoopvloeroppervlakte van 18.000 m², verdeeld over twee verdiepingen. De ankerhuurders van het centrum zijn MediaMarkt en Kaufland. Daarnaast is er een 3.000 m² grootte fitnessstudio. De overige winkelunits huisvesten winkels en horecavoorzieningen. Het winkelcentrum beschikt over een parkeergarage met ca. 500 parkeerplaatsen.

## Eigendom en beheer
Het complex is in eigendom bij Deka Immobilien Investment GmbH. Sinds april 2019 is het beheer van het centrum in handen van VÖLKEL Real Estate GmbH.